# Rzepiszcze (rejon brasławski)
Rzepiszcze (biał. Рэпішча; ros. Репище) – wieś na Białorusi, w obwodzie witebskim, w rejonie brasławskim, w sielsowiecie Ciecierki.

## Historia
W czasach zaborów ówczesny zaścianek w powiecie dzisieńskim, w guberni wileńskiej Imperium Rosyjskiego
W latach 1921–1945 wieś leżała w Polsce, w województwie wileńskim, w powiecie dziśnieńskim (od 1926 w powiecie brasławskim), w gminie Jody.
Według Powszechnego Spisu Ludności z 1921 roku zamieszkiwały tu 132 osoby, 90 było wyznania rzymskokatolickiego, 31 prawosławnego a 11 staroobrzędowego. Jednocześnie 101 mieszkańców zadeklarowało polską a 31 białoruską przynależność narodową. Było tu 27 budynków mieszkalnych. W 1931 w 22 domach zamieszkiwało 104 osoby.
Wierni należeli do parafii rzymskokatolickiej w Zamoszach i prawosławnej w Jodach. Miejscowość podlegała pod Sąd Grodzki w Brasławiu i Okręgowy w Wilnie; właściwy urząd pocztowy mieścił się w Jodach.
W wyniku napaści ZSRR na Polskę we wrześniu 1939 miejscowość znalazła się pod okupacją sowiecką. 2 listopada została włączona do Białoruskiej SRR. Od czerwca 1941 roku pod okupacją niemiecką. W 1944 miejscowość została ponownie zajęta przez wojska sowieckie i włączona do Białoruskiej SRR.
Od 1991 w składzie niepodległej Białorusi.